# Tipula lanispina
Tipula lanispina är en tvåvingeart som beskrevs av Mannheims 1966. Tipula lanispina ingår i släktet Tipula och familjen storharkrankar. Inga underarter finns listade i Catalogue of Life.